# (8208) Volta
(8208) Volta  es un asteroide perteneciente al cinturón de asteroides, descubierto el 28 de febrero de 1995 por Piero Sicoli y Pierangelo Ghezzi desde el Observatorio Astronómico Sormano, en Italia.

## Designación y nombre
Volta se designó inicialmente como 1995 DL2.
Más adelante fue nombrado en honor al científico italiano Alessandro Volta (1745-1827).

## Características orbitales
Volta orbita a una distancia media del Sol de 2,5435 ua, pudiendo acercarse hasta 1,9185 ua y alejarse hasta 3,1685 ua. Tiene una excentricidad de 0,2457 y una inclinación orbital de 13,8059° grados. Emplea en completar una órbita alrededor del Sol 1481 días.

## Características físicas
Su magnitud absoluta es 13,9. Tiene 9,254 km de diámetro. Su albedo se estima en 0,062.